# Світанок (роман)
«Світанок» (англ. Breaking Dawn) — четвертий роман Сутінкової саги популярної американської письменниці Стефені Маєр. В США книга вперше вийшла 2 серпня 2008 року.
Продаж розпочався опівночі і супроводжувалась вечірками для фанатів в книжкових магазинах. Перший тираж становив 3,7 мільйона екземплярів, з яких 1,3 мільйона були розкуплені за перші 24 години, що стало новим рекордом видавництва Hachette Book Group. Книжка є продовженням історії любові звичайної дівчини Белли Свон і вампіра Едварда Каллена. Розповідь в ній ведеться не тільки від лиця Белли, але й від імені перевертня Джейкоба.
Українською роман вийшов у видавництві «Країна мрій» 11 грудня 2009 року в оригінальній обкладинці американського видання.

## Сюжет
Після весілля молоде подружжя вирушає в медовий місяць на приватний острів Есмі на узбережжі Бразилії. Молода місис Каллен все ще людина, якій фізичне зближення з вампіром смертельно небезпечне з багатьох причин і зокрема через надзвичайну силу Едварда. Проте їй все-таки вдається переконати, Едварда, що перебуває у ваганні й побоюється за безпеку своєї дружини Едварда на фізичний контакт. Вони не підозрювали, що союз людини й вампіра може привести до народження дитини-напіввампіра (термін «дампір» Стефені Маєр не використовує).
Частина, в якій розповідається про вагітність Белли, написана від імені її друга Джейкоба, якому прийшлось зробити вибір між своєю зграєю і любов'ю до дівчини, що збиралася стати одною з його ворогів. В цій частині в деталях описані фізичні муки Белли, опіку Розалі, що нестямно захищає цю невідому істоту в лоні Белли, і душевні муки Едварда. Ситуація ускладнюється не тільки тим, що дитя зсередини висмоктує життя своєї матері, і Белла знаходиться на межі життя і смерті, але й тим, що ніхто не знає, що за істота, це дитя-суміш. Тільки Белла і Розалі впевнені, що дитя повинно жити попри те, що вся зграя перевертнів, крім Джейкоба, Сета та Лі, хочуть його і Белли смерті. Під час пологів Белла майже гине, тож Едвард, рятуючи її, робить дружину вампіром. У них народилась дочка, напіввампір-напівлюдина. Дитя називають Ренесмі («Нессі»). Опісля перетворення, Белла не впізнає себе в дзеркалі й не може повірити, що стала надзвичайно красивою і привабливою. Вона вирушає на перше полювання, вистрибнувши з вікна (за словами Едварда «граціозно навіть для вампіра»). На полюванні Белла вперше проявляє небачений самоконтроль, завдяки чому зовсім не схожа на новооберненого звичайного вампіра: вона може стримувати свої емоції й контролювати спрагу.
Ренесмі дорослішає швидше звичайних дітей і дуже скоро починає ходити й говорити. Іншим вампірам стає відомо про дитину і Калленів наздоганяє нова небезпека. Вольтурі, вирішують що Ренесмі — безсмертне дитя, йдуть на них війною, оскільки робити маленьких дітей вампірами заборонено, через неспроможність ними контролювати власну спрагу. Проте сім'ї Калленів вдається зібрати свідків (вампірів) з різних кінців світу, а вся зграя перевертнів об'єднується з вампірами-свідками. Водночас Белла розкриває свій дар — щит, який захищає її мозок від дій інших вампірів. Вона навчилась захищати не тільки себе, але і всіх, хто поруч. Через це їй вдається врятувати всю свою сім'ю від Джейн та Алека, в той час, як Еліс наводить живий доказ безпечності Ренесмі — Науеля (теж людину-вампіра).
У фіналі Белла з Едвардом повертаються додому, і Белла зусиллям волі знімає свій захист, щоб дозволити Едварду прочитати її думки. Але, коли він її цілує, вона відволікається. Після ще одної невдалої спроби Белла говорить Едварду: «у нас попереду вічність, щоб попрактикуватись».